# Nailhac
Nailhac est une commune française située dans le département de la Dordogne, en région Nouvelle-Aquitaine.

## Géographie

### Généralités
Dans le quart nord-est du département de la Dordogne, la commune de Nailhac se situe en Pays d'Hautefort, sur les hauteurs calcaires et gréseuses comprises entre les vallées de l'Auvézère et de la Vézère.
Le bourg de Nailhac, traversé par la route départementale (RD) 62E3, se situe, en distances orthodromiques, trois kilomètres et demi au sud de Hautefort et seize kilomètres au nord-ouest de Terrasson-Lavilledieu.
La commune est également desservie par les RD 70 et 71, ainsi que par la RD 704, axe Limoges-Gourdon.

### Communes limitrophes
Nailhac est limitrophe de six autres communes.
|               | Hautefort              |                |
| Granges-d'Ans | Nailhac                | Badefols-d'Ans |
| Saint-Rabier  | La Chapelle-Saint-Jean | Châtres        |

### Géologie et relief

#### Géologie
Situé sur la plaque nord du Bassin aquitain et bordé à son extrémité nord-est par une frange du Massif central, le département de la Dordogne présente une grande diversité géologique. Les terrains sont disposés en profondeur en strates régulières, témoins d'une sédimentation sur cette ancienne plate-forme marine. Le département peut ainsi être découpé sur le plan géologique en quatre gradins différenciés selon leur âge géologique. Nailhac est située dans le deuxième gradin à partir du nord-est, un plateau formé de roches calcaires très dures du Jurassique que la mer a déposées par sédimentation chimique carbonatée, en bancs épais et massifs.
Les couches affleurantes sur le territoire communal sont constituées de formations superficielles du Quaternaire datant du Cénozoïque et de roches sédimentaires du Mésozoïque et du Paléozoïque. La formation la plus ancienne, notée tfρ3, est constituée de grès de Thiviers et d'ardoises d'Allassac, des métatufs rhyodacitiques à chlorite et métagrauwackes, séricitoschistes intercalés (Cambrien moyen à supérieur). La formation la plus récente, notée Fy3-z, fait partie des formations superficielles de type alluvions subactuelles à actuelles. Le descriptif de ces couches est détaillé dans  la feuille « no 760 - Juillac » de la carte géologique au 1/50 000 de la France métropolitaine, et sa notice associée.

Carte géologique de Nailhac.

#### Relief et paysages
Le département de la Dordogne se présente comme un vaste plateau incliné du nord-est (491 m, à la forêt de Vieillecour dans le Nontronnais, à Saint-Pierre-de-Frugie) au sud-ouest (2 m à Lamothe-Montravel). L'altitude du territoire communal varie quant à elle entre 161 mètres à l'extrême nord de la commune, à l'étang du Coucou, en limite de Hautefort et 357 mètres au sud, entre les lieux-dits Fonvaysse et Puy la Cassade, en limite de La Chapelle-Saint-Jean.
Dans le cadre de la Convention européenne du paysage entrée en vigueur en France le 1er juillet 2006, renforcée par la loi du 8 août 2016 pour la reconquête de la biodiversité, de la nature et des paysages, un atlas des paysages de la Dordogne a été élaboré sous maîtrise d’ouvrage de l’État et publié en octobre 2020. Les paysages du département s'organisent en huit unités paysagères,. La commune fait partie du Périgord central, un paysage vallonné, aux horizons limités par de nombreux bois, plus ou moins denses, parsemés de prairies et de petits champs.
La superficie cadastrale de la commune publiée par l'Insee, qui sert de référence dans toutes les statistiques, est de 19,35 km2,,. La superficie géographique, issue de la BD Topo, composante du Référentiel à grande échelle produit par l'IGN, est quant à elle de 20,05 km2.

### Hydrographie

#### Réseau hydrographique
La commune est située dans le bassin de la Dordogne au sein du Bassin Adour-Garonne. Elle est drainée par le Taravellou, la Beuze, le Thévenot, le ruisseau de la Chapelle et par deux petits cours d'eau, qui constituent un réseau hydrographique de 11 km de longueur totale,.
Le Taravellou, d'une longueur totale de 10,51 km, prend sa source dans la commune de Badefols-d'Ans et se jette dans le Cern — dont il est le principal affluent — en rive gauche, à La Bachellerie,. Il borde brièvement la commune à l'est sur 400 mètres, face à Badefols-d'Ans.
Son affluent de rive droite le ruisseau de la Chapelle prend sa source dans le sud-ouest du territoire communal qu'il arrose sur près d'un kilomètre, servant de limite naturelle face à La Chapelle-Saint-Jean.
La Beuze, affluent de rive gauche de la Lourde, borde la commune du nord-est au nord sur trois kilomètres face à Hautefort.
Son affluent de rive gauche le Thévenot prend sa source 900 mètres au sud-est du bourg et baigne le territoire communal sur plus de trois kilomètres. Au nord-est, il alimente l'étang du Coucou, un plan d'eau de sept hectares dont la rive orientale est sur Nailhac, les rives nord et ouest étant sur Hautefort.

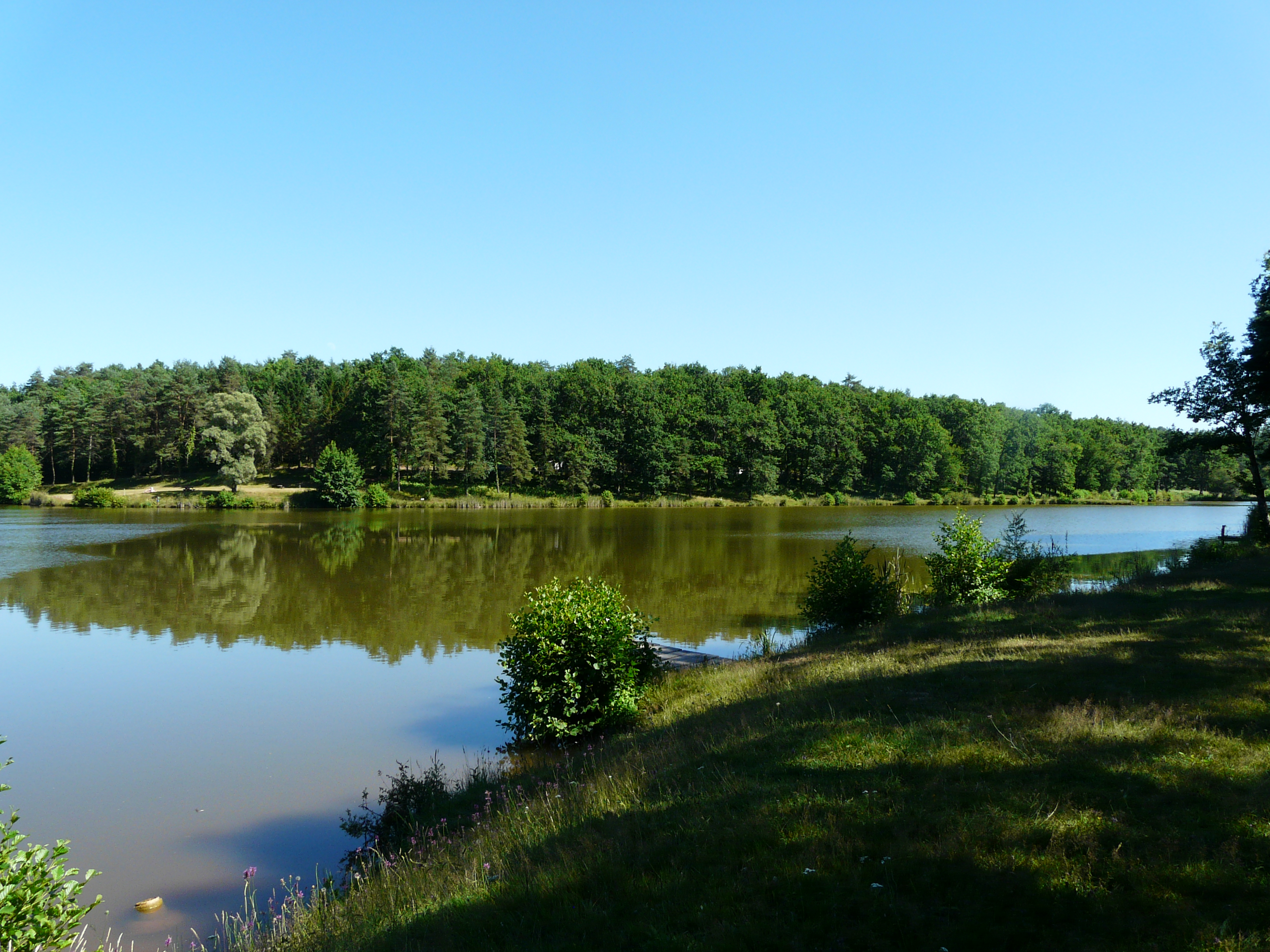
L'étang du Coucou, entre Nailhac (au second plan) et Hautefort.
Réseaux hydrographique et routier de Nailhac.
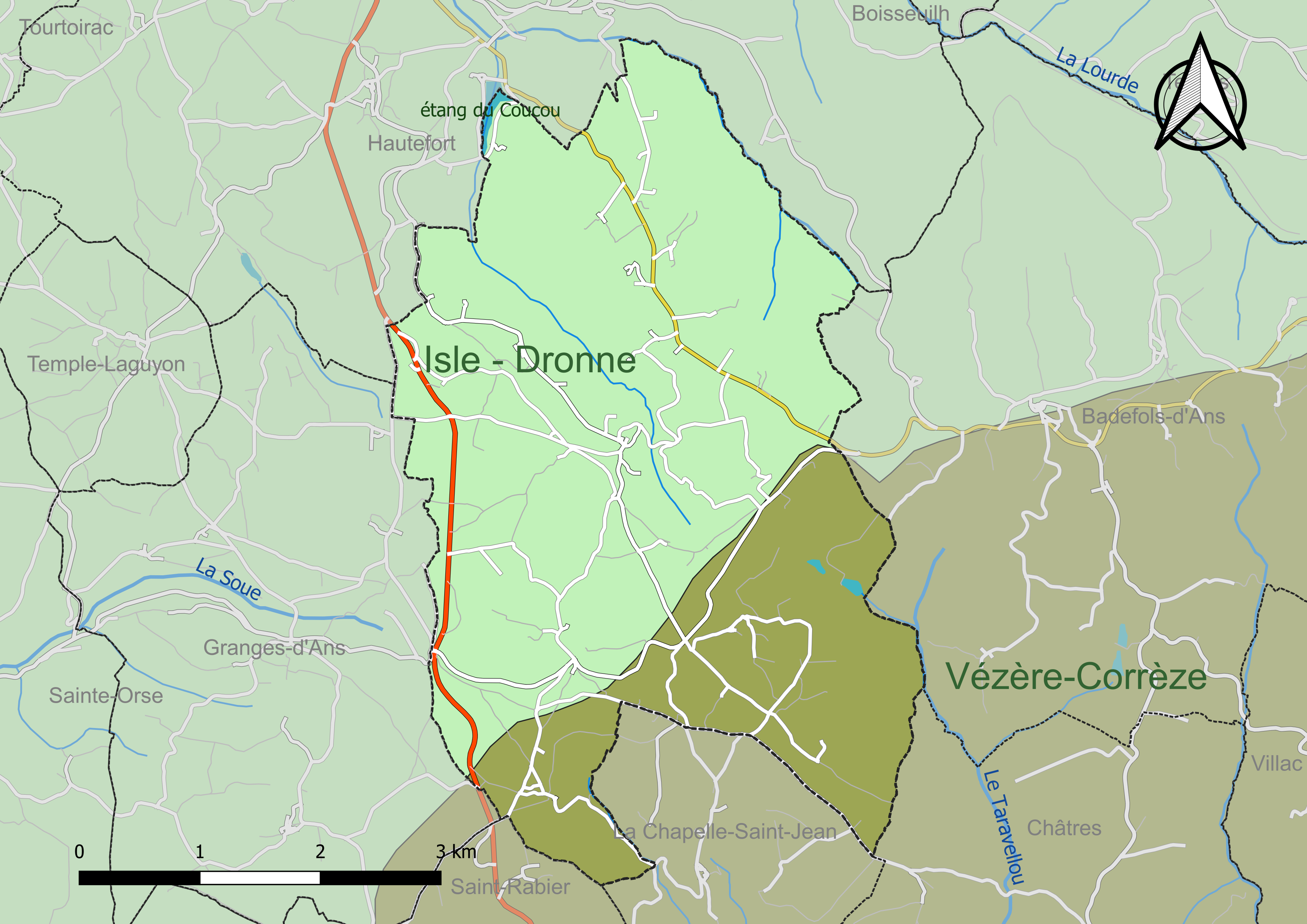
Carte des schémas d'aménagement et de gestion des eaux (SAGE) couvrant le territoire communal de Nailhac.

#### Gestion et qualité des eaux
Le territoire communal est couvert par les schémas d'aménagement et de gestion des eaux (SAGE) « Isle - Dronne » et « Vézère-Corrèze ». Le SAGE « Isle - Dronne », dont le territoire regroupe les bassins versants de l'Isle et de la Dronne, d'une superficie de 7 500 km2, a été approuvé le 2 août 2021. La structure porteuse de l'élaboration et de la mise en œuvre est l'établissement public territorial de bassin de la Dordogne (EPIDOR). Le SAGE « Vézère-Corrèze », dont le territoire regroupe les bassins versants de la Vézère et de la Corrèze, d'une superficie de 3 730 km2 est en cours d'élaboration. La structure porteuse de l'élaboration et de la mise en œuvre est le conseil départemental de la Corrèze. Ils définissent chacun sur leur territoire les objectifs généraux d’utilisation, de mise en valeur et de protection quantitative et qualitative des ressources en eau superficielle et souterraine, en respect des objectifs de qualité définis dans le troisième SDAGE  du Bassin Adour-Garonne qui couvre la période 2022-2027, approuvé le 10 mars 2022.
Environ 70 % du territoire communal, au nord, dépendent du SAGE Isle - Dronne. Au sud, le bassin versant du Taravellou est rattaché au SAGE Vézère-Corrèze.
La qualité des eaux de baignade et des cours d’eau peut être consultée sur un site dédié géré par les agences de l’eau et l’Agence française pour la biodiversité.

### Climat
Pour des articles plus généraux, voir Climat de la Nouvelle-Aquitaine et Climat de la Dordogne.
Historiquement, la commune est exposée à un climat océanique aquitain.  
En 2020, Météo-France publie une typologie des climats de la France métropolitaine dans laquelle la commune est exposée à un climat océanique altéré et est dans la région climatique  Ouest et nord-ouest du Massif Central, caractérisée par une pluviométrie annuelle de 900 à 1 500 mm, maximale en automne et en hiver.
Pour la période 1971-2000, la température annuelle moyenne est de 11,6 °C, avec  une amplitude thermique annuelle de 15,1 °C. Le cumul annuel moyen de précipitations est de 952 mm, avec 12,5 jours de précipitations en janvier et 7,5 jours en juillet. Pour la période 1991-2020, la température moyenne annuelle observée sur la station météorologique la plus proche, située sur la commune de Thenon à 12 km à vol d'oiseau, est de 12,9 °C et le cumul annuel moyen de précipitations est de 907,1 mm,. Pour l'avenir, les paramètres climatiques de la commune estimés pour 2050 selon différents scénarios d’émission de gaz à effet de serre sont consultables sur un site dédié publié par Météo-France en novembre 2022.

## Urbanisme

### Typologie
Au 1er janvier 2024, Nailhac est catégorisée commune rurale à habitat très dispersé, selon la nouvelle grille communale de densité à 7 niveaux définie par l'Insee en 2022.
Elle est située hors unité urbaine et hors attraction des villes,.

### Occupation des sols
L'occupation des sols de la commune, telle qu'elle ressort de la base de données européenne d’occupation biophysique des sols Corine Land Cover (CLC), est marquée par l'importance des territoires agricoles (75,1 % en 2018), en diminution par rapport à 1990 (76,1 %). La répartition détaillée en 2018 est la suivante : 
zones agricoles hétérogènes (33,5 %), prairies (26,2 %), forêts (24,9 %), cultures permanentes (12,2 %), terres arables (3,1 %). L'évolution de l’occupation des sols de la commune et de ses infrastructures peut être observée sur les différentes représentations cartographiques du territoire : la carte de Cassini (XVIIIe siècle), la carte d'état-major (1820-1866) et les cartes ou photos aériennes de l'IGN pour la période actuelle (1950 à aujourd'hui).

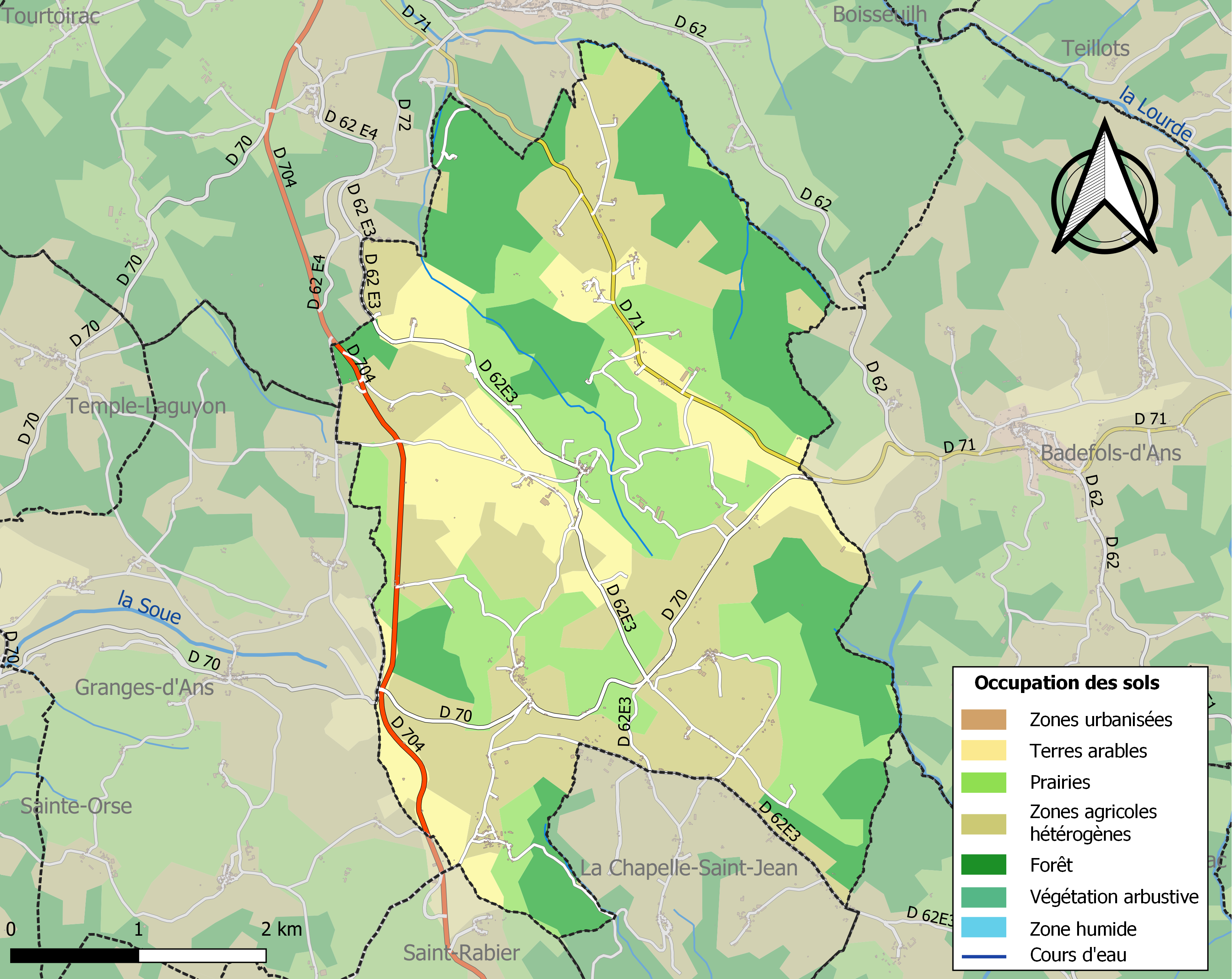
Carte des infrastructures et de l'occupation des sols de la commune en 2018 (CLC).

### Villages, hameaux et lieux-dits
Outre le bourg de Nailhac proprement dit, la commune se compose d'autres villages ou hameaux, ainsi que de lieux-dits :
- la Baronie
- Beausoleil
- Bernaud
- la Blanchie
- Bonnefond
- le Bos
- les Champagnes
- les Chapelots
- Chassaignas
- Chassaing
- la Chaumière
- la Chaumière[Note 3]
- la Combette
- Conangle
- le Coucou
- les Counoullières
- la Croix-de-Bernaud
- la Croix-de-Suze
- le Cros
- le Cuvier
- les Escures
- Fonceviane
- Font de l'Orme
- Fonvaysse
- la Francille
- la Gerbaudie
- le Grand Maine
- la Guillou
- la Jalovie
- Lacaud
- Lacqueduc
- Lorserie
- les Maltraits
- Marsingeas
- la Métairie Neuve
- las Mottas
- Passemaitre
- le Petit Maine
- Pierregouneix
- las Placas
- Planeau
- la Pouyade
- Puy la Cassade
- Puy-las-Vignas
- la Razoire Haute
- la Reille
- las Rémondias
- la Rochette
- les Sarlandes
- la Seguinie
- le Sol
- le Terrail
- la Thière
- Toutouleix
- la Tricherie
- le Trou de Bounidome
- Vars
- Vars Bas
- le Verdier.

### Prévention des risques
Le territoire de la commune de Nailhac est vulnérable à différents aléas naturels : météorologiques (tempête, orage, neige, grand froid, canicule ou sécheresse), feux de forêts, mouvements de terrains et séisme (sismicité très faible). Il est également exposé à un risque particulier : le risque de radon. Un site publié par le BRGM permet d'évaluer simplement et rapidement les risques d'un bien localisé soit par son adresse soit par le numéro de sa parcelle.

#### Risques naturels
Nailhac est exposée au risque de feu de forêt. L’arrêté préfectoral du 14 mars 2013 fixe les conditions de pratique des incinérations et de brûlage dans un objectif de réduire le risque de départs d’incendie. À ce titre, des périodes sont déterminées : interdiction totale du 15 février au 15 mai et du 15 juin au 15 octobre, utilisation réglementée du 16 mai au 14 juin et du 16 octobre au 14 février. En septembre 2020, un plan inter-départemental de protection des forêts contre les incendies (PidPFCI) a été adopté pour la période 2019-2029,.

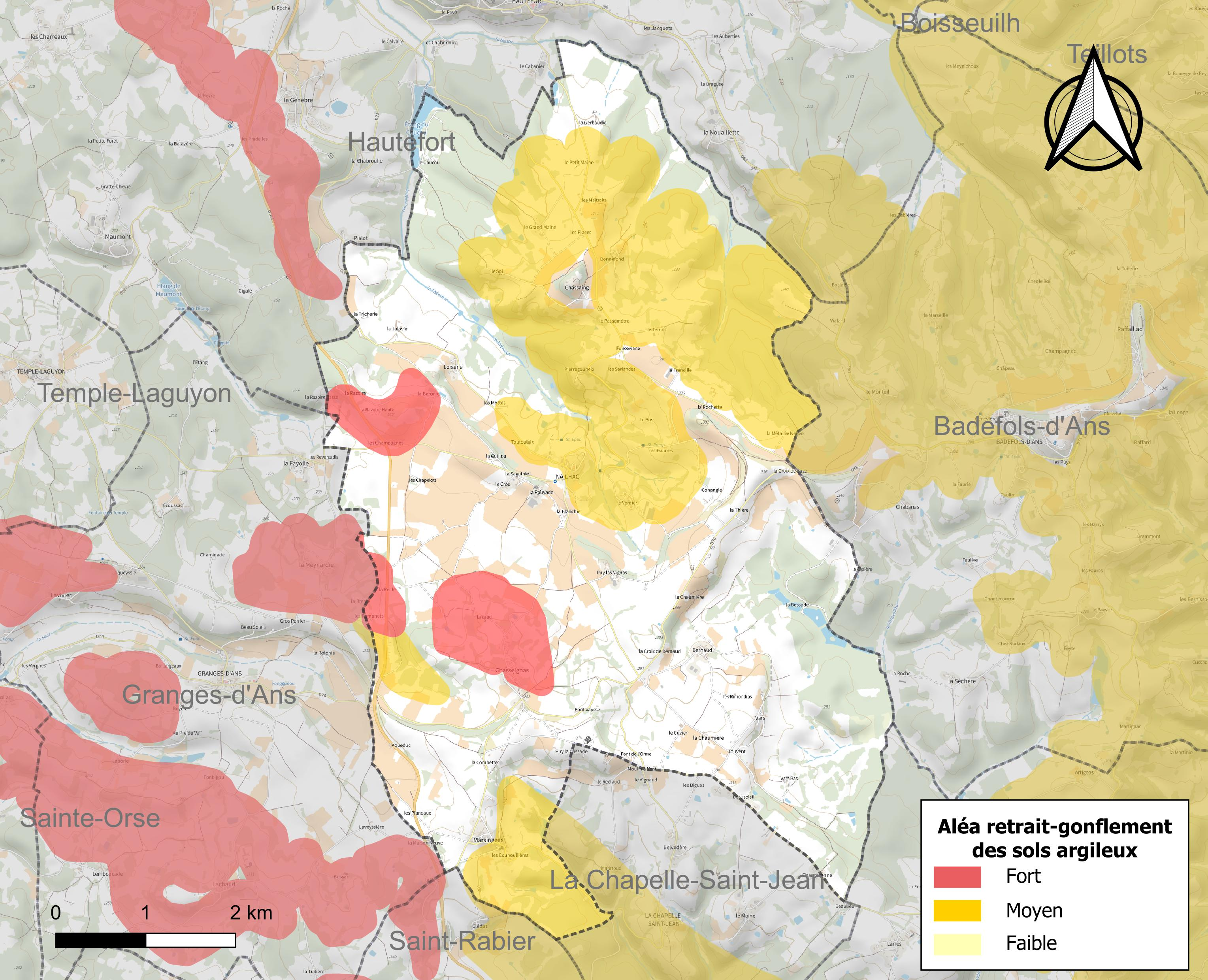
Carte des zones d'aléa retrait-gonflement des sols argileux de Nailhac.

Les mouvements de terrains susceptibles de se produire sur la commune sont des tassements différentiels. Le retrait-gonflement des sols argileux est susceptible d'engendrer des dommages importants aux bâtiments en cas d’alternance de périodes de sécheresse et de pluie. 36 % de la superficie communale est en aléa moyen ou fort (58,6 % au niveau départemental et 48,5 % au niveau national métropolitain). Depuis le 1er octobre 2020, en application de la loi ÉLAN, différentes contraintes s'imposent aux vendeurs, maîtres d'ouvrages ou constructeurs de biens situés dans une zone classée en aléa moyen ou fort,.
La commune a été reconnue en état de catastrophe naturelle au titre des dommages causés par les inondations et coulées de boue survenues en 1982 et 1999, par la sécheresse en 1989, 1992, 1997 et 2011 et par des mouvements de terrain en 1999.

#### Risque particulier
Dans plusieurs parties du territoire national, le radon, accumulé dans certains logements ou autres locaux, peut constituer une source significative d’exposition de la population aux rayonnements ionisants. Selon la classification de 2018, la commune de Nailhac est classée en zone 3, à savoir zone à potentiel radon significatif.

## Toponymie
Le nom de la commune est tiré du latin Novalia signifiant « terres nouvellement défrichées », auquel a été ajouté le suffixe -acum, indiquant le « domaine des terres nouvellement défrichées ».
La graphie du lieu varie entre Naillac en 1120, Noalhac au XIIIe siècle, Nouaillac trois siècles plus tard, Naliac sur Le Grand Atlas de Johannes Blaeu au XVIIe siècle, de nouveau Naillac sur la carte de Cassini représentant la France entre 1756 et 1789 et jusqu'à la fin du XIXe siècle, avant de prendre la graphie actuelle.
En occitan, la commune porte le nom de Nalhac.

## Histoire
Le territoire communal a été occupé au Néolithique comme le prouve un site mis au jour au lieu-dit Chassaing. Cet endroit élevé fut, au début du XIVe siècle, une bastide dotée d'une charte de franchises, ainsi qu'un centre paroissial et le siège d'une capitainerie dépendant de la châtellenie d'Ans. Elle était dotée d'une église en 1414.
La plus ancienne mention écrite connue de Nailhac date de l'an 1120 dans une bulle de Calixte II. et concerne l'église Sanctus Stephanus de Naillac, qui dépendait de l'abbaye de Tourtoirac. En octobre 1304, l'archevêque de Bordeaux Bertrand de Got, en déplacement à l'abbaye de Tourtoirac, fait visiter par ses gens la paroisse de Nouaillac, « ancien prieuré avec titre de prévôté ».
Passée sous la tutelle du comté de Périgord, la paroisse de Naillac est vendue le 28 juillet 1600 par le roi de France Henri IV au seigneur François d'Hautefort.
En 1790, la paroisse devient une commune.

## Politique et administration

### Rattachements administratifs et électoraux
La commune de Nailhac a, dès 1790, été rattachée au canton de Hautefort qui dépendait du district d'Excideuil jusqu'en 1795, date de suppression des districts. En 1801, le canton est rattaché à l'arrondissement de Périgueux.
Dans le cadre de la réforme de 2014 définie par le décret du 21 février 2014, ce canton disparaît aux élections départementales de mars 2015. La commune est alors rattachée électoralement au canton du Haut-Périgord Noir.
En 2017, Nailhac est rattachée à l'arrondissement de Sarlat-la-Canéda,.

### Intercommunalité
Au 1er janvier 1995, Nailhac intègre dès sa création la communauté de communes du Pays de Hautefort. Celle-ci disparaît le 31 décembre 2013, remplacée au 1er janvier 2014 par une nouvelle intercommunalité élargie, la communauté de communes du Terrassonnais en Périgord noir Thenon Hautefort, renommée communauté de communes Terrassonnais Haut Périgord Noir en octobre 2021.

### Administration municipale
La population de la commune étant comprise entre 100 et 499 habitants au recensement de 2017, onze conseillers municipaux ont été élus en 2020,.

### Liste des maires
| Période                                  | Période   | Identité         | Étiquette | Qualité     |
| ---------------------------------------- | --------- | ---------------- | --------- | ----------- |
| Les données manquantes sont à compléter. |           |                  |           |             |
|                                          |           |                  |           |             |
| 1959                                     |           | Sylvain Floirat  |           |             |
|                                          |           |                  |           |             |
| mars 2001                                | mars 2008 | Michel Joffre    |           | Agriculteur |
| mars 2008 (réélu en mai 2020)            | En cours  | Francis Aumettre | SE        | Agriculteur |

## Équipements et services publics

### Enseignement
Début 2025, Nailhac est organisée en regroupement pédagogique intercommunal (RPI) avec onze autres communes au niveau des classes de primaire.
- Cherveix-Cubas accueille les enfants en cours moyen 2e année.
- Hautefort dispose de quatre autres classes, depuis l'école maternelle jusqu'au cours moyen 1re année.

### Justice
Dans le domaine judiciaire, Nailhac relève : 
- du tribunal judiciaire, du tribunal pour enfants, du conseil de prud'hommes et du tribunal de commerce de Périgueux ;
- du pôle Nationalité du tribunal judiciaire de Périgueux (compétent uniquement dans le domaine de la nationalité) ;
- de la cour d'appel, du tribunal administratif et de la  cour administrative d'appel de Bordeaux.

## Population et société

### Démographie
Les habitants de Nailhac se nomment les Nailhacois.
L'évolution du nombre d'habitants est connue à travers les recensements de la population effectués dans la commune depuis 1793. Pour les communes de moins de 10 000 habitants, une enquête de recensement portant sur toute la population est réalisée tous les cinq ans, les populations de référence des années intermédiaires étant quant à elles estimées par interpolation ou extrapolation. Pour la commune, le premier recensement exhaustif entrant dans le cadre du nouveau dispositif a été réalisé en 2005.

En 2022, la commune comptait 292 habitants, en évolution de −10,15 % par rapport à 2016 (Dordogne : +0,37 %, France hors Mayotte : +2,11 %).
| 1793  | 1800 | 1806 | 1821 | 1831 | 1836 | 1841 | 1846 | 1851 |
| ----- | ---- | ---- | ---- | ---- | ---- | ---- | ---- | ---- |
| 1 068 | 744  | 816  | 895  | 910  | 975  | 886  | 941  | 977  |

| 1856 | 1861 | 1866 | 1872 | 1876  | 1881  | 1886 | 1891 | 1896 |
| ---- | ---- | ---- | ---- | ----- | ----- | ---- | ---- | ---- |
| 942  | 959  | 950  | 959  | 1 007 | 1 027 | 998  | 979  | 885  |

| 1901 | 1906 | 1911 | 1921 | 1926 | 1931 | 1936 | 1946 | 1954 |
| ---- | ---- | ---- | ---- | ---- | ---- | ---- | ---- | ---- |
| 880  | 866  | 871  | 758  | 712  | 710  | 667  | 631  | 565  |

| 1962 | 1968 | 1975 | 1982 | 1990 | 1999 | 2005 | 2006 | 2010 |
| ---- | ---- | ---- | ---- | ---- | ---- | ---- | ---- | ---- |
| 487  | 429  | 378  | 345  | 299  | 281  | 271  | 274  | 297  |

| 2015 | 2020 | 2022 | - | - | - | - | - | - |
| ---- | ---- | ---- | - | - | - | - | - | - |
| 322  | 296  | 292  | - | - | - | - | - | - |

### Manifestations culturelles et festivités

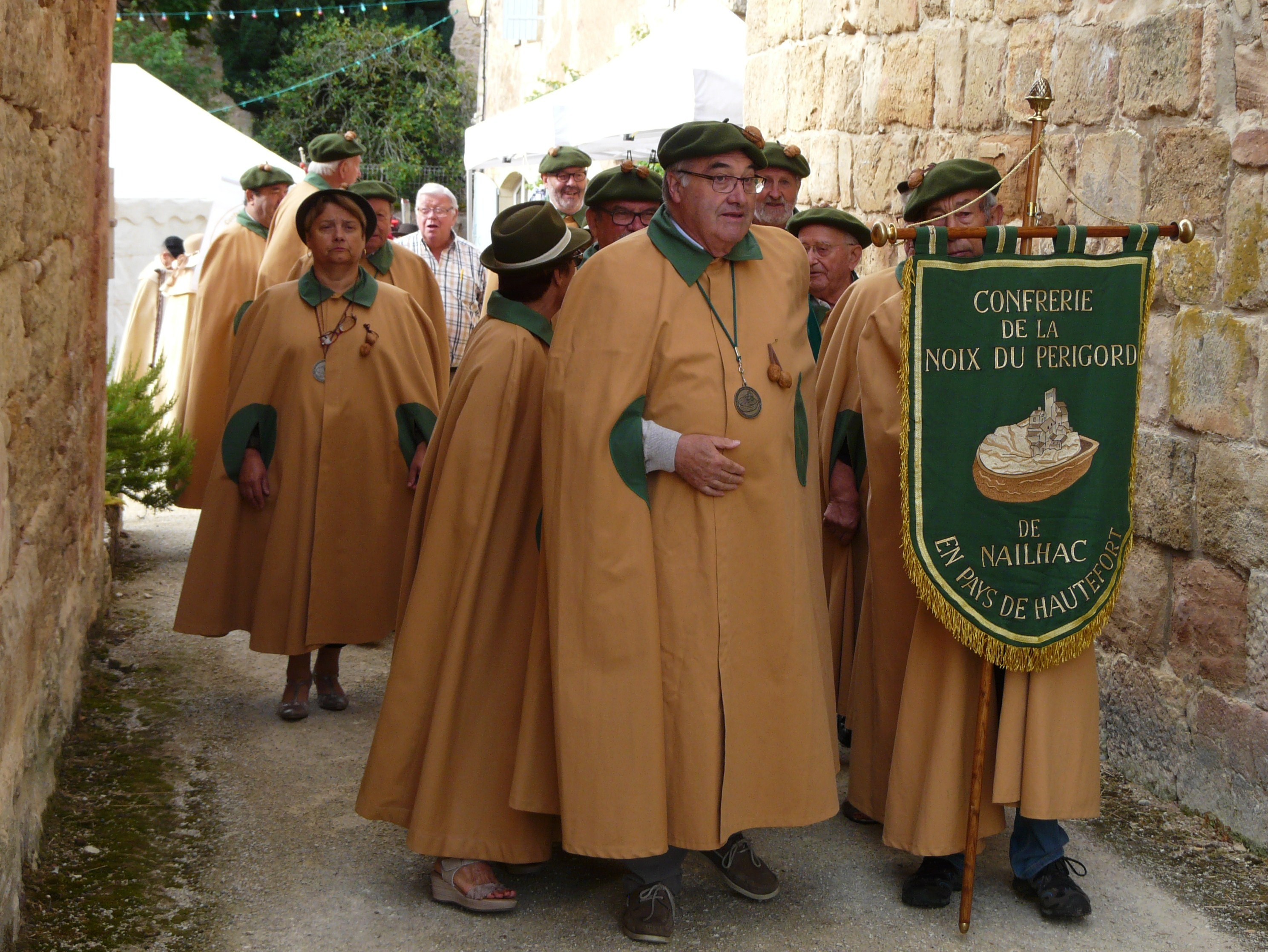
La confrérie de la noix du Périgord de Nailhac, lors de la fête de la noix 2016.

La fête de la noix se déroule chaque année le troisième week-end d'août. Elle est l'occasion pour Nailhac de montrer son savoir-faire local sur la nuciculture. Cet événement est ponctué de nombreuses activités et démonstrations sur la noix et ses produits dérivés, la présence de la confrérie de la noix du Périgord, le repas traditionnel périgourdin, une brocante-vide-greniers, un marché aux produits locaux, des jeux pour enfants, un défilé de chars et un feu d'artifice.

## Économie
La principale activité économique est l'agriculture et plus particulièrement l'élevage bovin et la nuciculture, notamment la noix corne et la noix franquette.

### Emploi
En 2015, parmi la population communale comprise entre 15 et 64 ans, les actifs représentent 137 personnes, soit 42,5 % de la population municipale. Le nombre de chômeurs (seize) a augmenté par rapport à 2010 (dix) et le taux de chômage de cette population active s'établit à 11,7 %.

### Établissements
Au 31 décembre 2015, la commune compte trente-six établissements, dont quatorze au niveau des commerces, transports ou services, onze dans l'agriculture, la sylviculture ou la pêche, quatre dans la construction, quatre relatifs au secteur administratif, à l'enseignement, à la santé ou à l'action sociale, et trois dans l'industrie.

## Culture locale et patrimoine

### Lieux et monuments
L'église de l'Invention-de-Saint-Étienne du XIIIe siècle possède un clocher à peigne pouvant abriter quatre cloches. Aujourd'hui, il n'en subsiste plus qu'une datée de 1726, les trois autres ayant été fondues pendant la Révolution. L'église conserve La Résurrection, tableau de Raymond Biaussat.
La commune abrite également plusieurs cluzeaux.
À cette architecture s'ajoute un paysage où la balade et la randonnée permettent de découvrir le patrimoine local : noyeraies omniprésentes qui représentent l'essentiel de l'activité économique, l'étang du Coucou, lavoirs et la butte de Chassaing où l'on retrouve l'univers de La Petite Nicette du roman d'Eugène Le Roy, etc.

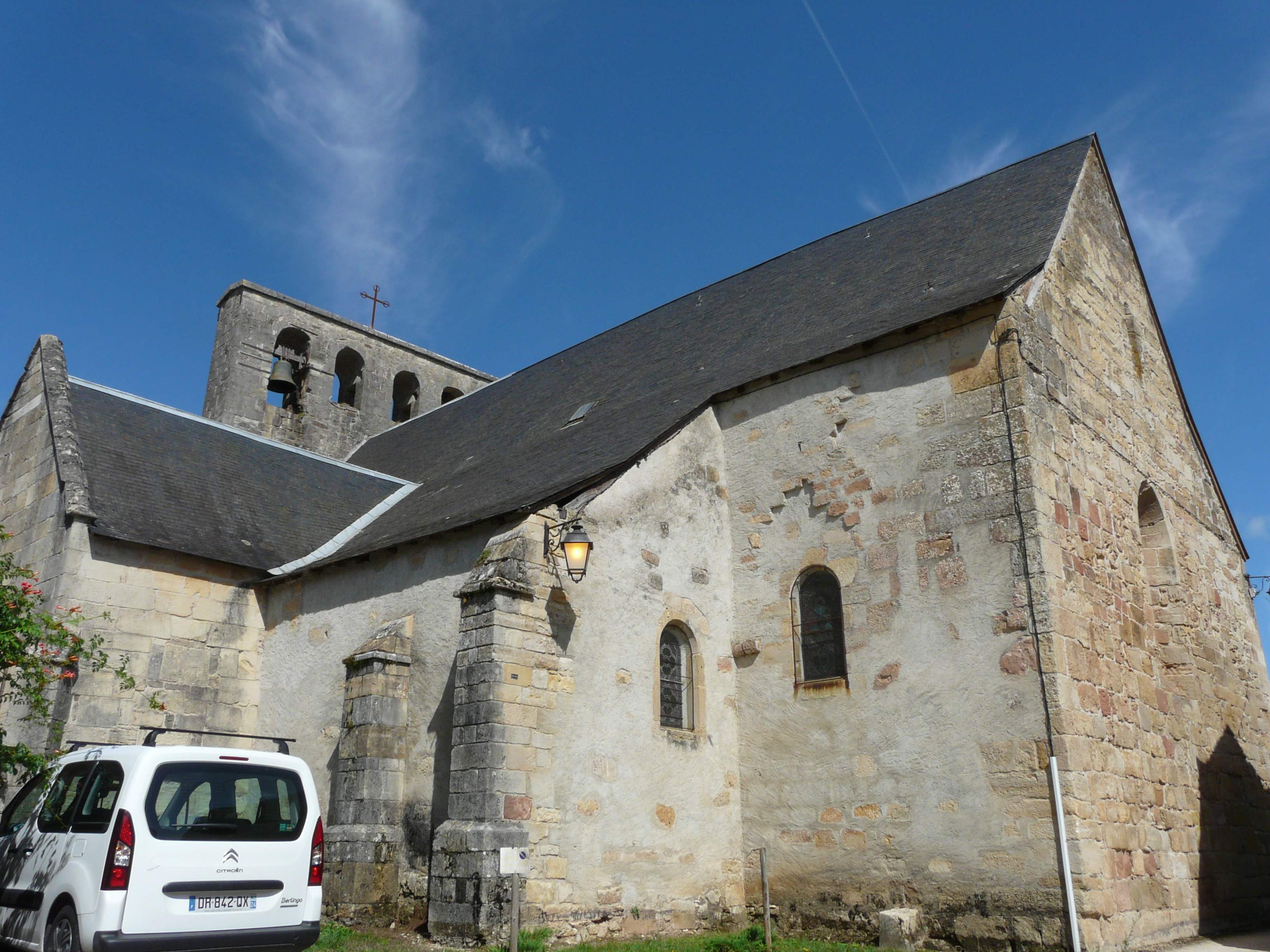
L'église.
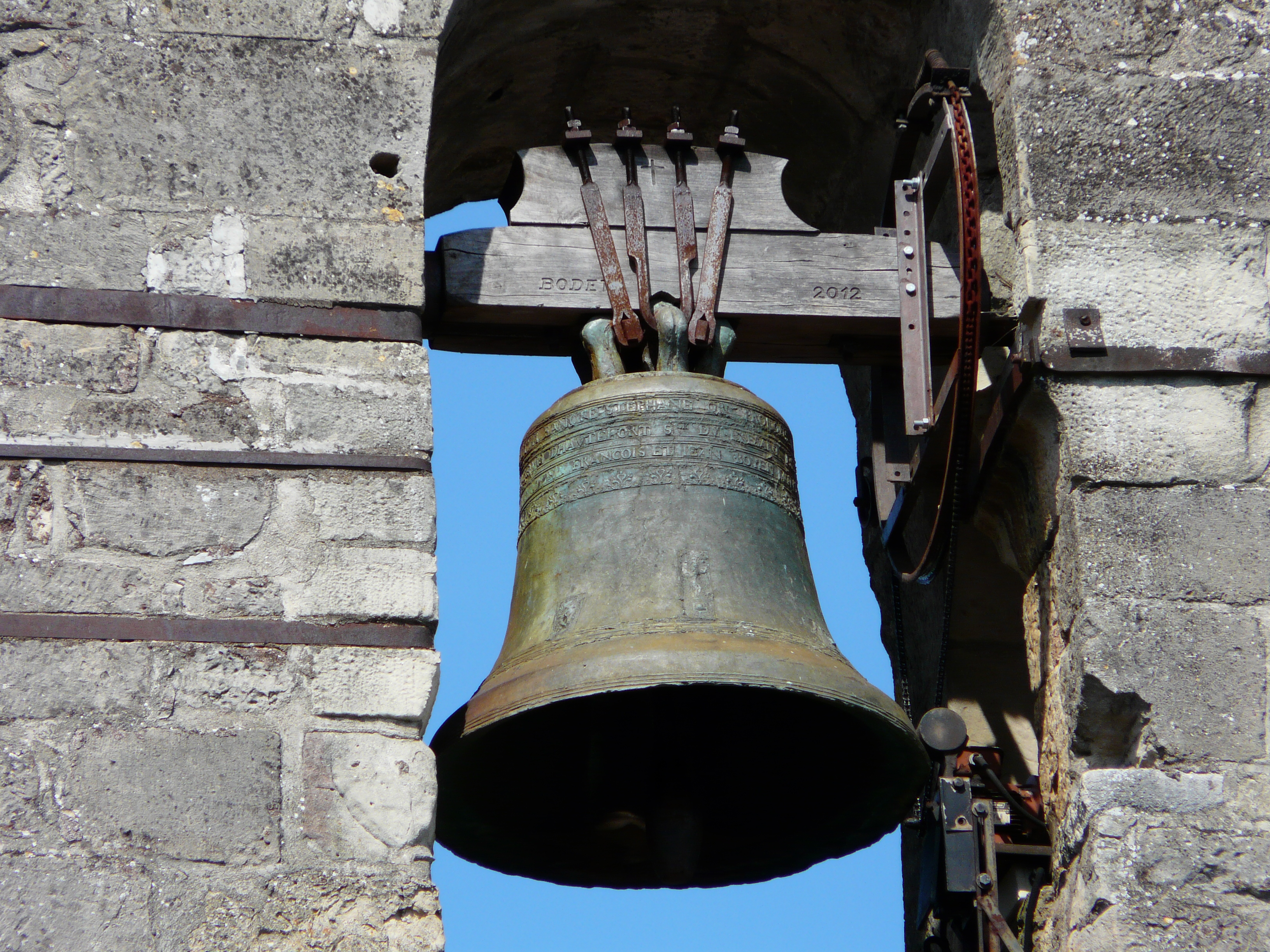
Sa cloche.
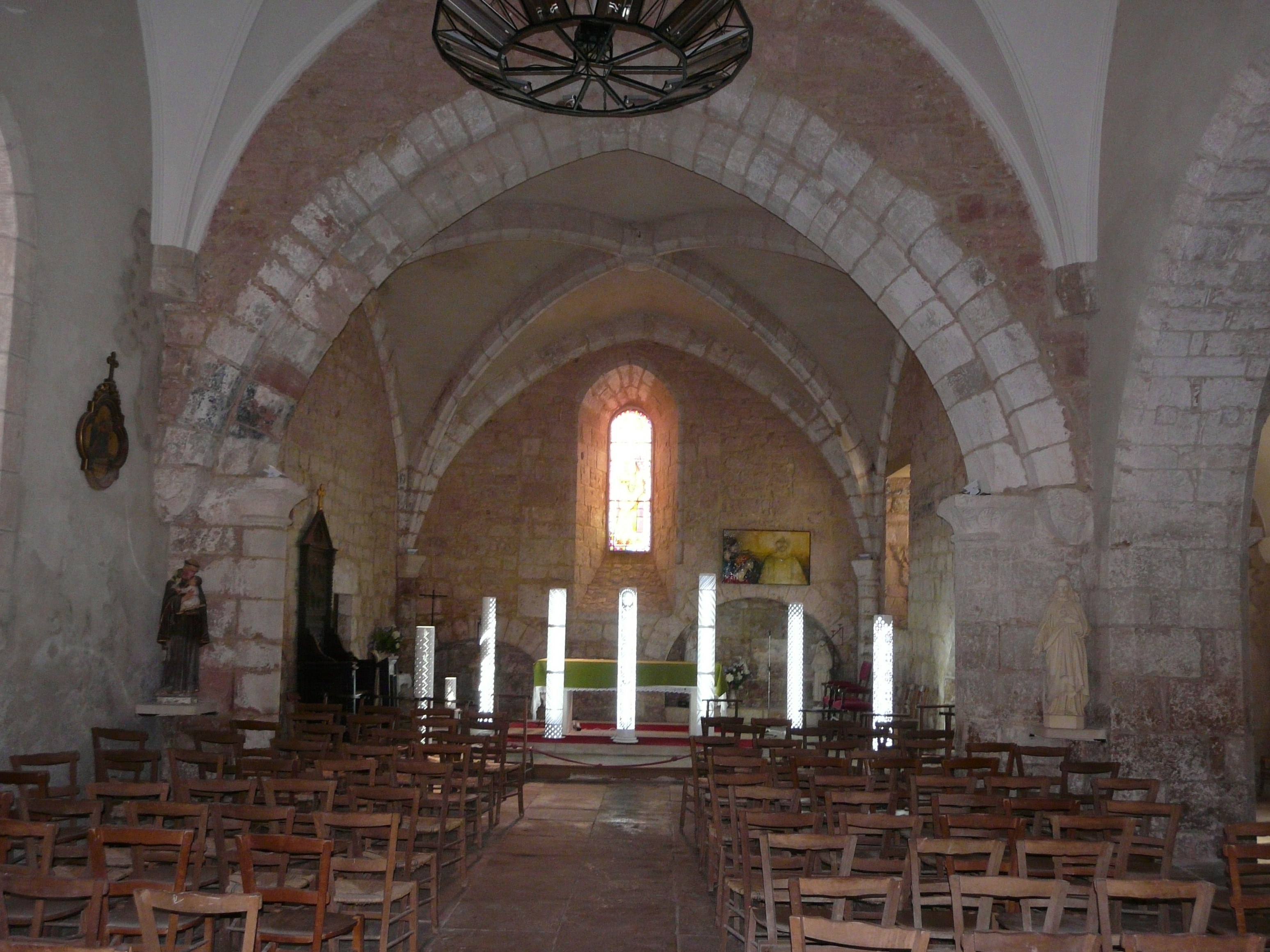
Sa nef.

### Personnalités liées à la commune
- Sylvain Floirat (1899-1993) est un homme d'affaires né et inhumé à Nailhac[69],[70].

## pour approfondir